# Павлович, Здислав Антонович
Здислав Антонович Павло́вич (укр. Здислав Антонович Павло́вич; 1 февраля 1937, Самбор, Львовское воеводство, Польская Республика — 12 декабря 1997, Киев, Украина) — советский и украинский учёный-правовед, специалист в области аграрного права.
Имел учёную степень доктор юридических наук (1990) и учёное звание профессор (1993). Работал на должностях профессора (1990—1991) и заведующего Кафедрой сельскохозяйственного, трудового и природоресурсного права Одесского государственного университета имени И. И. Мечникова (1990/1 — 1995), ведущего научного сотрудника Института государства и права имени В. М. Корецкого НАН Украины (1995—1997).

## Биография
Здислав Павлович родился 1 (по другим данным 21) февраля 1937 года в Самборе Львовского воеводства (ныне Украина) в семье рабочих. С 1944 по 1954 год получал среднее образование, а затем с 1956 по 1958 год проходил срочную службу в рядах Советской армии.
В 1961 году Здислав Антонович поступил на юридический факультет Львовского государственного университета имени Ивана Франко. После окончания в 1966 году вуза он был направлен по распределению работать адвокатом в Ровенскую областную коллегию адвокатов, где проработал около четырёх лет.
В ноябре 1970 года Павлович поступил на аспирантуру в Институт государства и права АН УССР, а с 1971 года стал параллельно в нём работать младшим научным сотрудником. В октябре 1973 года окончил аспирантуру, а с 1982 (по другим данным с июня 1976) года занимал должность старшего научного сотрудника в Институте.
В конце сентября 1990 года З. Павлович стал профессором кафедры сельскохозяйственного, трудового и природоресурсного права на юридическом факультете Одесского государственного университета имени И. И. Мечникова, а в апреле следующего года возглавил её (по другим данным — ещё в 1990 году).
В 1995 году ушёл с должности заведующего кафедрой и вернулся в Киев, где вплоть до своей смерти продолжал работать в Институте государства и права имени В. М. Корецкого НАН Украины на должности ведущего научного сотрудника. Здислав Антонович Павлович скончался 12 декабря 1997 года в Киеве.

## Научная деятельность
В феврале 1974 года З. А. Павлович защитил кандидатскую диссертацию по теме «Материальная ответственность членов колхоза за ущерб, причиненный колхозу», а в январе 1990 года — диссертацию на соискание учёной степени доктора юридических наук. В 1993 (по другим данным в 1997) году ему было присвоено учёное звание профессора. Также занимался подготовкой учёных-правоведов, был научным руководителем у нескольких соискателей степени кандидата юридических наук.
В круг научно-исследовательских интересов Здислава Антоновича входили вопросы связанные с организационно-правовым аспектом сельскохозяйственного (затем аграрного) права, и проблема государственного управления в области сельского хозяйства.
З. А. Павлович являлся автором и соавтором приблизительно ста научных трудов, среди которых основными были: «Материальная ответственность членов колхоза» (1976), «Организационно-правовые вопросы руководства сельским хозяйством» (1979), «Государственное управление агропромышленным комплексом» (1984), «Правовой статус районного агропромышленного объединения» (1986), «АПК и местные Советы» (1987), «Производственно-хозяйственные связи в АПК (организационные и правовые вопросы)». Помимо этого З. А. Павлович занимался практической деятельностью, участвовал разработке законопроектов и прочих нормативно-правовых актов.